# Dicyrtaspis
Dicyrtaspis är ett släkte av steklar som beskrevs av Van Achterberg 1980. Dicyrtaspis ingår i familjen bracksteklar.
Kladogram enligt Catalogue of Life och Dyntaxa:
| Dicyrtaspis | \| \| Dicyrtaspis aurantia \| \| \| \| \| \| Dicyrtaspis glyptura \| \| \| \| |
|             | \| \| Dicyrtaspis aurantia \| \| \| \| \| \| Dicyrtaspis glyptura \| \| \| \| |
|             | Dicyrtaspis aurantia                                                          |
|             |                                                                               |
|             | Dicyrtaspis glyptura                                                          |
|             |                                                                               |